# NGC 6733
NGC 6733 is een lensvormig sterrenstelsel in het sterrenbeeld Pauw. Het hemelobject werd op 8 augustus 1834 ontdekt door de Britse astronoom John Herschel.

## Synoniemen
- ESO 141-25
- PGC 62770